# Jean II d'Arcis
Jean II d'Arcis, né vers 1175 et mort entre 1219 et 1222, est seigneur d'Arcis et de Pisy à la fin du XIIe siècle et au début du XIIIe siècle. Il est le fils aîné de Jean Ier d'Arcis, fils puîné de la Famille de Montréal en Bourgogne, et de son épouse Hélisende de Joigny.
Il combat probablement à la bataille de Bouvines en 1214 puis lors de la guerre de succession de Champagne dans laquelle il reste fidèle à la comtesse Blanche de Navarre.
Il participe ensuite à la cinquième croisade mais est fait prisonnier lors du siège de Damiette où il meurt en captivité.

## Biographie

### Début de carrière
Il est le fils aîné de Jean Ier d'Arcis, fils puîné issu de la famille de Montréal dans le duché de Bourgogne et tige la famille d'Arcis dans le comté de Champagne, et de son épouse Hélisende de Joigny,.
À la mort de son grand-père paternel, son oncle Anséric IV de Montréal hérite de la seigneurie de Montréal tandis que son père hérite de celles d'Arcis et de Pisy. Ils meurent tous les deux en 1191 pendant le siège de Saint-Jean-d'Acre durant la troisième croisade et il devient ainsi seigneur d'Arcis et de Pisy alors que son cousin germain Anséric V devient quant à lui seigneur de Montréal.
En 1212, il concourt avec les plus grands seigneurs champenois à l'ordonnance de Champagne sur le règlement de succession des fiefs entre filles et sur les duels.

### Bataille de Bouvines

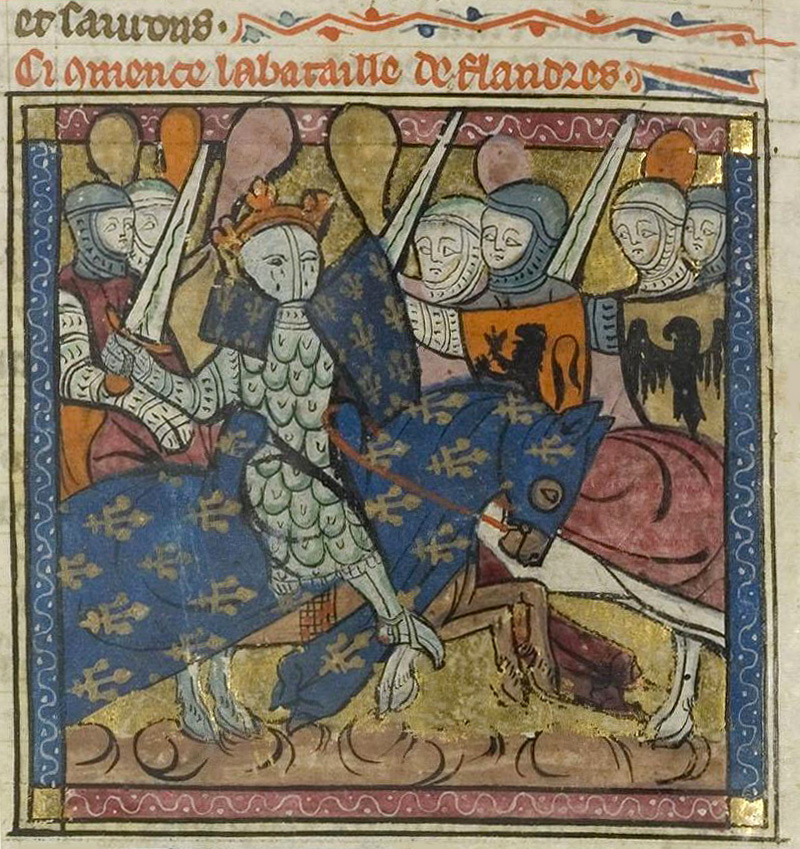
Le roi Philippe Auguste à la bataille de Bouvines.

En 1214, il est cité parmi les nombreux chevaliers bannerets provenant de Champagne et présents dans l'ost de Philippe Auguste lors de la bataille de Bouvines.
Il combat très probablement aux côtés de son roi et de son cousin Guy de Dampierre, connétable de Champagne, mais ses faits d'armes n'ont pas été rapportés.

### Guerre de succession de Champagne

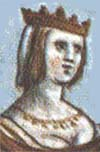
La comtesse Blanche de Navarre.

Lors de la guerre de succession de Champagne, il reste fidèle à la comtesse Blanche de Navarre et son fils Thibaut contre les prétentions d'Érard de Brienne et de sa femme Philippa de Champagne.
Tout comme son cousin Anséric V de Montréal et son demi-frère Milon de Bar-sur-Seine, il fait hommage en février 1216 au futur Thibaut IV de Champagne, âgé de 13 ans et hériter du comté de Champagne, et jure de prendre son parti contre les filles de l'ancien comte Henri II,.
En 1218, alors que la guerre arrive son terme, il combat probablement lors du siège de Nancy avec la comtesse Blanche et le duc de Bourgogne Eudes III contre le duc de Lorraine Thiébaud Ier qui est un des principaux soutiens d'Érard de Brienne. Après la chute de la ville, il est désigné comme arbitre par la comtesse pour faire respecter les conditions de la trêve avec le duc de Lorraine,.
Plus tard la même année, il reçoit des rentes de la comtesse Blanche sur le transit fluvial à Troyes puis la cautionne pour les sommes qu'elle doit verser à Érard de Brienne afin qu'il renonce à ses prétentions sur le comté de Champagne.

### Cinquième croisade

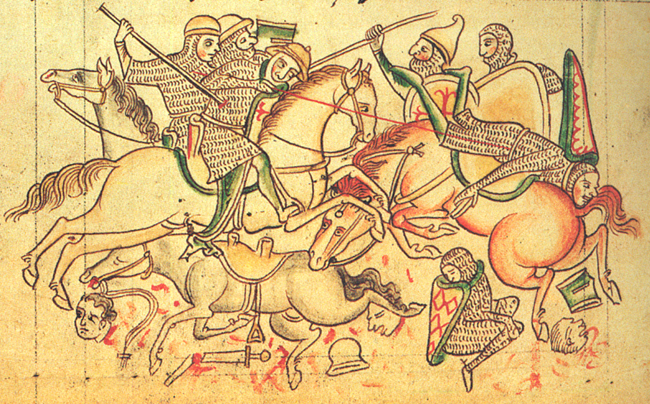
Siège de Damiette de 1218.

En 1218, il décide de participer à la cinquième croisade et avant son départ, il effectue un don à l'hôpital du Chêne,.
Sa présence est attestée en mars 1219 où il combat au siège de Damiette, probablement aux côtés de son frère Guy d'Arcis, de son beau-père Milon de Bar-sur-Seine et de son demi-frère Gaucher de Bar-sur-Seine,.
Le 29 avril 1219, il est capturé par les sarrasins avec Eudes de Châtillon-en-Bazois et André de Montbard, seigneur d'Époisses, avant de mourir en captivité. Il combattait avec une plume de paon sur son heaume.
N'ayant pas de descendance de son mariage avec Marie de Chimay, il est remplacé à la tête des seigneuries d'Arcis et de Pisy par son frère puîné Guy d'Arcis.

## Mariage et enfants
Il épouse Marie de Chimay, fille de Roger de Chimay, seigneur de Chimay, et de son épouse  Agnès du Thour, mais ils n'ont pas de postérité.
Après sa mort, sa veuve Marie de Chimay épouse en secondes noces Jean II, comte de Soissons avec qui elle a plusieurs enfants.

## Source
: document utilisé comme source pour la rédaction de cet article.
- Henri d'Arbois de Jubainville, Histoire des ducs et comtes de Champagne, tomes 4a et 4b, Paris, Librairie Auguste Durand, 1865 (lire en ligne).
- Ernest Petit, « Seigneurie de Montréal-en-Auxois », Bulletin de la Société des sciences historiques et naturelles de l'Yonne,‎ 1865, p. 68-261 (lire en ligne).
- Ernest Petit, Histoire des ducs de Bourgogne de la race capétienne, tome 3, Dijon, Imprimerie Darantière, 1889 (lire en ligne).
- Édouard de Saint Phalle, « Les seigneurs d'Arcis sur Aube », Mémoire de la Société Académique de l'Aube, vol. 137,‎ 2013, p. 39-108.